# Hermann Wellenreuther
Hermann Wellenreuther (* 23. Juni 1941 in Freiburg im Breisgau; † 3. April 2021 in Göttingen) war ein deutscher Historiker. Er war von 1983 bis 2006 Lehrstuhlinhaber für deutsche, britische, amerikanische und atlantische Geschichte der Frühen Neuzeit an der Universität Göttingen.

## Leben und Wirken
Hermann Wellenreuther studierte an den Universitäten Heidelberg und Köln Geschichte, Deutsche Philologie und Soziologie. Mit der Dissertation Glaube und Politik in Pennsylvania 1681–1776 wurde er 1968 bei Erich Angermann promoviert. Er forschte in Yale und Tulane. Von 1970 bis 1983 war Wellenreuther wissenschaftlicher Mitarbeiter an der Universität zu Köln. Dort habilitierte er sich 1979 zum Thema Repräsentation und Großgrundbesitz in England 1730–1770. Von 1983 bis zu seiner Pensionierung 2006 hatte er den Lehrstuhl für Mittlere und Neuere Geschichte an der Philosophischen Fakultät der Universität Göttingen inne, wo er auch zum Dekan gewählt wurde.
Wellenreuther war 2002 Gastprofessor an der Northwestern University in Evanston, Illinois. Ein mehrmonatiger DFG-Forschungsaufenthalt führte ihn 2003/03 an die Huntington Library nach San Marino, Kalifornien. Zu seinen akademischen Schülern gehören unter anderem Volker Depkat, Claus Heinrich Gattermann, Sünne Juterczenka, Markus Meumann, Sascha Möbius, Ralf Pröve, Claudia Schnurmann, Thomas Müller-Bahlke und Norbert Winnige. Im Jahr 2003 erhielt er den Schurman-Preis für amerikanische Geschichte, Politik und Kultur des Vereins zur Förderung der Schurmann-Bibliothek für Amerikanische Geschichte an der Universität Heidelberg für seine mehrbändige Geschichte Amerikas „und für sein Lebenswerk als bedeutender Repräsentant seines Faches“.
Er war verheiratet mit Marie-Luise Frings-Wellenreuther, die 1978 bei Erich Angermann promoviert worden war. Nach ihrem Tod heiratete er Claudia Schnurmann, die Lehrstuhlinhaberin an der Universität Hamburg für Nordamerikanische Geschichte. Er starb im April 2021 in Göttingen.

## Schriften (Auswahl)
Monographien
- Glaube und Politik in Pennsylvania 1681–1776. Die Wandlungen der Obrigkeitsdoktrin und der Peace Testimony der Quäker (= Kölner historische Abhandlungen. Bd. 20). Böhlau, Köln u. a. 1972, ISBN 3-412-91272-7.
- Repräsentation und Großgrundbesitz in England 1730–1770. Klett-Cotta, Stuttgart 1979, ISBN 3-12-911000-3.
- Der Aufstieg des ersten britischen Weltreiches. England und seine nordamerikanischen Kolonien 1660–1763 (= Historisches Seminar. Bd. 3). Schwann, Düsseldorf 1987, ISBN 3-590-18162-1.
- Niedergang und Aufstieg. Geschichte Nordamerikas vom Beginn der Besiedlung bis zum Ausgang des 17. Jahrhunderts (= Geschichte Nordamerikas in atlantischer Perspektive von den Anfängen bis zur Gegenwart. Bd. 1). Lit, Münster u. a. 2000, ISBN 3-8258-4447-1.
- Ausbildung und Neubildung. Die Geschichte Nordamerikas vom Ausgang des 17. Jahrhunderts bis zum Ausbruch der Amerikanischen Revolution 1775 (= Geschichte Nordamerikas in atlantischer Perspektive von den Anfängen bis zur Gegenwart. Bd. 2). Lit, Münster u. a. 2001, ISBN 3-8258-4446-3.
- Von Chaos und Krieg zu Ordnung und Frieden. Der Amerikanischen Revolution erster Teil, 1775–1783 (= Geschichte Nordamerikas in atlantischer Perspektive von den Anfängen bis zur Gegenwart. Bd. 3). Lit, Münster u. a. 2006, ISBN 3-8258-4443-9.
- Heinrich Melchior Mühlenberg und die deutschen Lutheraner in Nordamerika, 1742–1787. Wissenstransfer und Wandel eines atlantischen zu einem amerikanischen Netzwerk (= Atlantic cultural studies. Bd. 10). Lit, Berlin u. a. 2013, ISBN 978-3-643-12358-9.
- Citizens in a Strange Land. A Study of German-American Broadsides and Their Meaning for Germans in North America, 1730–1830. Penn State University Press, University Park 2013, ISBN 978-0-271-05937-2.
- Von der Konföderation zur Amerikanischen Nation. Der Amerikanischen Revolution zweiter Teil, 1783–1796 (= Geschichte Nordamerikas in atlantischer Perspektive von den Anfängen bis zur Gegenwart. Bd. 4). Lit, Berlin u. a. 2016, ISBN 978-3-8258-8795-7.

Herausgeberschaften
- mit Hartmut Boockmann (Hrsg.): Geschichtswissenschaft in Göttingen. Eine Vorlesungsreihe (= Göttinger Universitätsschriften. A/Bd. 2). Vandenhoeck und Ruprecht, Göttingen 1987, ISBN 3-525-35831-8.
- Göttingen 1690–1755. Studien zur Sozialgeschichte einer Stadt (= Göttinger Universitätsschriften. A/Bd. 9). Vandenhoeck und Ruprecht, Göttingen 1988, ISBN 3-525-35839-3.
- German and American Constitutional Thought. Contexts, Interaction, and Historical Realities. [Second Krefeld Historical Symposium, held in May 1987 in Krefeld, West Germany] (= Germany and the United States of America. Vol. 1). Berg, New York u. a. 1990, ISBN 0-85496-294-8.
- mit Norbert Finzsch: Liberalitas. Festschrift für Erich Angermann zum 65. Geburtstag (= Transatlantische historische Studien. Bd. 1). Steiner, Stuttgart 1992, ISBN 3-515-05656-4.
- mit Carola Wessel: Herrnhuter Indianermission in der Amerikanischen Revolution. Die Tagebücher von David Zeisberger 1772 bis 1781 (= Selbstzeugnisse der Neuzeit. Bd. 3). Akademie-Verlag, Berlin 1995, ISBN 3-05-002744-4.
- mit Hartmut Lehmann, Renate Wilson: In Search of Peace and Prosperity. New German Settlements in Eighteenth-Century Europe and America. Pennsylvania State University Press, University Park 1999, ISBN 0-271-01928-X.
- The Revolution of the People. Thoughts and Documents on the Revolutionary Process in North America, 1774–1776. Universitätsverlag Göttingen, Göttingen 2006, ISBN 3-938616-42-3.
- Jacob Leisler’s Atlantic World in the Later Seventeenth Century. Essays on Religion, Militia, Trade, and Networks (= Atlantic cultural studies. Bd. 8). Lit, Berlin u. a. 2009, ISBN 978-3-643-10324-6.